# Concordancia de Funcheira
La Concordancia de Funcheira es un segmento del sistema ferroviario portugués, situado en las parroquias de Garvão y Panóias (ayuntamiento de Ourique, Portugal). Cierra el triángulo de la bifurcación donde se juntan la Línea del Alentejo con la Línea del Sur, uniendo esta con aquella (junto a la estación de Funcheira) en una extensión de 2,4 km.
- Datos: Q9838624